# Trentepohlia (Paramongoma) aequivena
Trentepohlia (Paramongoma) aequivena is een tweevleugelige uit de familie steltmuggen (Limoniidae). De soort komt voor in het Neotropisch gebied.